# Isola di Mezzo (Olbia)
L'isola di Mezzo è un'isola del mar Tirreno situata a ridosso della costa nord-orientale della Sardegna, all'interno del golfo di Olbia.

Appartiene amministrativamente al comune di Olbia.